# Равница (Нова Горица)
Равница (словен. Ravnica, итал. Raunizza) је насељено место у општини Нова Горица, Горишка регија, Словенија.

## Историја
До територијалне реорганизације у Словенији била је у саставу старе општине Нова Горица.

## Становништво
У попису становништва из 2011. године, Равница је имала 242 становника.
| Број становника према пописима | Број становника према пописима | Број становника према пописима |
| ------------------------------ | ------------------------------ | ------------------------------ |
| 1991                           | 2002                           | 2011                           |
| 245                            | 225                            | 242                            |

Напомена: Године 1997. смањен за део насеља који је проглашен за ново самостално насеље Подгозд.